# 朱鍾鎰
慶成溫穆王朱鍾鎰（1434年—1496年），明朝晉藩第三代慶成王，慶成恭僖王朱美埥的庶長子。

## 生平
正統八年（1443年），獲賜名鍾鎰。正統十二年（1447年），封鎮國將軍。景泰七年（1456年），獲賜儀從二十名。天順二年（1458年），襲封慶成王。
弘治九年（1496年），朱鍾鎰去世，享年六十三歲，諡號溫穆。兩年後的弘治十一年（1498年），嫡長子朱奇湞襲爵。

## 軼事
朱鍾鎰子女多達約百人，其中兒子四十四人，一人早夭，兩人為庶人，除嫡長子襲封外其餘四十人均封鎮國將軍。弘治五年（1492年）時，朱鍾鎰已有子女九十四人，引起了巡撫山西都御史楊澄等人的注意。楊澄認為其中恐有收養異姓之弊，於是請求禮部議處並限制各郡王以下妾媵之數。禮部查勘之後，發現朱鍾鎰的子女都是王妃、夫人及宮人、室女所生，並無違礙。經禮部復議，當對宗室納妾進行限制，其中郡王納妾不得超過四人，各將軍不得超過三人，各中尉不得超過二人。明孝宗聽從了禮部的意見，並著之為令。
朱鍾鎰子女眾多之事廣為流傳，子女共約百人逐漸演變為有子百人。王世貞在《弇山堂別集》中即記載道：“庆成王生一百子，俱成长。自封长子外，余九十九人并封镇国将军。每会，紫玉盈坐，至不能相识，而人皆隆准，极异事也。”

## 家庭

### 妻
- 陳氏，初冊為鎮國將軍夫人，天順二年（1458年）冊為慶成王妃[4]

### 子
- 嫡長子：慶成端順王朱奇湞
- 第二子：鎮國將軍朱奇澗，成化元年（1465年）五月賜名[8]，成化十八年（1482年）降為庶人[9]，正德二年（1507年）時有妻妾子女共三十六人[10]
  - 第一子：朱表樈，弘治四年（1491年）六月賜名[11]
  - 第二子：朱表𣝉，弘治四年（1491年）六月賜名[11]
  - 第三子：朱表𣏞，弘治四年（1491年）六月賜名[11]
  - 庶四子：朱表櫚，弘治十四年（1501年）正月賜名[12]
  - 庶五子：朱表檖，弘治十四年（1501年）正月賜名[12]
  - 庶六子：朱表桲，弘治十四年（1501年）正月賜名[12]
- 第三子：鎮國將軍朱奇漠，成化二年（1466年）十二月賜名[13]
  - 嫡四子：輔國將軍朱表橙，弘治十四年（1501年）正月賜名[12]，萬曆六年（1578年）在世[14]
- 第七子：鎮國將軍朱奇洬，成化十五年（1479年）閏十月賜名[15]
- 第八子：鎮國將軍朱奇𤀣，成化十五年（1479年）閏十月賜名[15]
- 第九子：鎮國將軍朱奇汰，成化十五年（1479年）閏十月賜名[15]
- 第十子：鎮國將軍朱奇𤃂，成化十五年（1479年）閏十月賜名[15]
- 子：鎮國將軍朱奇[16]
  - 第一子：朱表楪，弘治四年（1491年）十一月賜名[16]
- 子：鎮國將軍朱奇澣[16][17][18]，一作「奇濣」[19]，妻宋氏[18]
  - 第一子：輔國將軍朱表椌，弘治四年（1491年）十一月賜名[16]，弘治十八年（1505年）賜誥命冠服[20]
  - 第二子：輔國將軍朱表檬，弘治十年（1497年）八月賜名[21]，嘉靖十五年（1536年）在世[17]
  - 嫡三子：輔國將軍朱表桐，弘治十四年（1501年）正月賜名[12]，嘉靖十五年（1536年）在世[18]
    - 子：奉國將軍朱知𧣌[22]
      - 子：朱新䐍[22]，娶李氏[23]
        - 子：輔國中尉朱慎⿰雲金[23]
        - 子：輔國中尉朱慎⿰？金[23]
        - 子：朱慎鍙，宗生[23]
        - 子：朱慎䤰，天啟二年（1622年）壬戌科進士，明朝第一位宗室進士[24][23]
        - 子：朱慎鏾[23]

  - 嫡四子：朱表𣘀，弘治十四年（1501年）正月賜名[12]，嘉靖十五年（1536年）在世[18]
  - 子：朱表槽[18]，嘉靖十五年（1536年）在世[18]
- 子：鎮國將軍朱奇潻[25]，一作「朱奇𣸸」[26]，弘治元年（1488年）十月賜誥命冠服[25]。妻王氏，嘉靖三十九（1560年）年以守節孝慈，善行昭著受到褒獎[27][26]
- 子：鎮國將軍朱奇泆，嘉靖元年（1522年）革祿米[28]，嘉靖十一年（1532年）十月[29]上奏稱朱奇湞行年八十，五世同堂，乞求照例旌獎[30]
  - 第一子：朱表橞，弘治九年（1496年）十二月賜名[31]
  - 嫡次子：朱表，一作「朱表枝」，弘治十六年（1503年）二月賜名[32]
- 第二十四子：鎮國將軍朱奇𤃪，弘治元年（1488年）十二月賜名[33]
- 第二十五子：鎮國將軍朱奇淩，弘治元年（1488年）十二月賜名[33]
- 第二十六子：鎮國將軍朱奇淁，弘治元年（1488年）十二月賜名[33]
- 第二十七子：鎮國將軍朱奇㳹，弘治元年（1488年）十二月賜名[33]
- 第二十八子：鎮國將軍朱奇灕，弘治元年（1488年）十二月賜名[33]
- 第二十九子：鎮國將軍朱奇沷（1483-1534），弘治元年（1488年）十二月賜名[33]，正德十六年（1521年）因私出郭門被奪取祿米[34]。母謝氏，妻唐氏
  - 嫡長子：輔國將軍朱表㰘，妻高氏，繼呂氏
    - 第一子：朱知秋

  - 嫡次子：輔國將軍朱表𣑁[35]，妻張氏
  - 嫡三子：輔國將軍朱表柠，妻王氏
  - 嫡四子：輔國將軍朱表𣕃，妻劉氏
  - 第一女：封上林郡君，儀賓任佩
  - 第二女：封饒平郡君，儀賓李廷聘
  - 第三女：封邳州郡君，儀賓賈永桂
  - 孫女：二人，未詳所出[36]
- 第三十子：鎮國將軍朱奇瀱，弘治元年（1488年）十二月賜名[33]
- 第三十一子：鎮國將軍朱奇𧇦，弘治六年（1493年）五月賜名[37]，弘治九年（1496年）六月賜誥命冠服[38]，正德十一年（1516年）在世[19]
- 第三十二子：鎮國將軍朱奇洿，弘治六年（1493年）五月賜名[37]，弘治九年（1496年）六月賜誥命冠服[38]
- 第三十三子：鎮國將軍朱奇泫，弘治六年（1493年）五月賜名[37]，弘治九年（1496年）八月賜誥命冠服[39]，正德十六年（1521年）因私出郭門被奪取祿米[34]
- 第三十四子：鎮國將軍朱奇𣷾，弘治六年（1493年）五月賜名[37]，弘治十年（1497年）二月賜誥命冠服[40]
- 第三十五子：鎮國將軍朱奇淵，弘治六年（1493年）七月賜名[41]，弘治十年（1497年）十二月賜誥命冠服[42]，正德四年（1509年）已故[43]
- 第三十六子：鎮國將軍朱奇淓，弘治六年（1493年）七月賜名[41]，弘治十年（1497年）十二月賜誥命冠服[42]
- 第三十七子：鎮國將軍朱奇浤，弘治六年（1493年）七月賜名[41]，弘治十年（1497年）十二月賜誥命冠服[42]
- 第三十八子：鎮國將軍朱奇瀶，弘治六年（1493年）十一月賜名[44]，弘治十年（1497年）十二月賜誥命冠服[42]，正德十一年（1516年）降為庶人[19]，嘉靖十五年（1536年）在世[17]
  - 子：輔國將軍朱表𣟺[18]
  - 子：輔國將軍朱表㭦[18]
- 第三十九子：鎮國將軍朱奇派，弘治六年（1493年）十一月賜名[44]，弘治十年（1497年）十二月賜誥命冠服[42]
- 第四十子：鎮國將軍朱奇𣵷，弘治六年（1493年）十二月賜名[45]，弘治十年（1497年）十二月賜誥命冠服[42]
- 第四十一子：鎮國將軍朱奇涏，弘治六年（1493年）十二月賜名[45]
- 第四十二子：鎮國將軍朱奇澆，弘治七年（1494年）二月賜名[46]，弘治十七年（1504年）九月賜誥命冠服[47]，嘉靖二年（1523年）在世[48]
- 第四十三子：鎮國將軍朱奇汛，弘治七年（1494年）二月賜名[46]

### 女
- 登封縣主，弘治五年七月與儀賓侯杰按制度賜誥命冠服，正德四年六月前被侯杰毆打致死

### 孫
- 孫：輔國將軍朱表築，號北坪，夫人陳氏[49]
  - 子：奉國將軍朱知鴆，號松川[49]
  - 子：奉國將軍朱知□，號松溪[49]

- 曾孫：奉國將軍朱知𪒭，任宗儀，萬曆二十八年（1600年）在世[50]